# Stephen Carson
Stephen Carson, (ur. 6 października 1980 w Ballymoney) – północnoirlandzki piłkarz grający na pozycji pomocnika.

## Kariera klubowa
Carson jest wychowankiem klubu Linfield F.C. W wieku 19 lat wyjechał do Szkocji. Reprezentował barwy Rangers F.C., a następnie Dundee United. W 2003 roku trafił do Anglii, gdzie przez roku występował w zespołach z niższych klas rozgrywkowych – Barnsley F.C. i Hartlepool United. W 2004 roku powrócił do rodzinnego kraju. Przez siedem sezonów reprezentował barwy Coleraine F.C., a od lata 2011 roku jest graczem Glentoran F.C.
Latem 2009 roku mówiło się o możliwym wyjeździe Carsona do Australii. Zainteresowanie piłkarzem wyraził Newcastle United Jets. Ostatecznie piłkarz pozostał jednak w Irlandii Północnej.

## Kariera reprezentacyjna
Carson w reprezentacji Irlandii Północnej zadebiutował 6 czerwca 2009 roku w towarzyskim meczu przeciwko Włochom. Na boisku przebywał do 70 minuty. Był to jego, jak dotychczas, jedyny występ w kadrze (stan na 18 maja 2013).
| Mecze i gole w reprezentacji | Mecze i gole w reprezentacji | Mecze i gole w reprezentacji | Mecze i gole w reprezentacji | Mecze i gole w reprezentacji | Mecze i gole w reprezentacji | Mecze i gole w reprezentacji |
| #                            | Data                         | Stadion                      | Rywal                        | Wynik                        | Gol                          | Rozgrywki                    |
| 2009                         | 2009                         | 2009                         | 2009                         | 2009                         | 2009                         | 2009                         |
| ---------------------------- | ---------------------------- | ---------------------------- | ---------------------------- | ---------------------------- | ---------------------------- | ---------------------------- |
| 1.                           | 06.06.2009                   | Piza, Włochy                 | Włochy                       | 0:3                          | 0                            | towarzyski                   |